# Castell de Montsoreau-Museu d'Art Contemporani
El Castell de Montsoreau - Museu d'Art Contemporani, situat a la vall del Loira, és un museu privat obert al públic. El projecte es va iniciar al novembre de 2014 i es va inaugurar el 8 d'abril de 2016. La col·lecció permanent, reunida en els últims 25 anys per Philippe Méaille, no només està destinada a ser exposada al Castell de Montsoreau, sinó que també ha de prestar-se a altres institucions. La seva col·lecció és la col·lecció més gran del món d'obres dels conceptualistes radicals Art & Language, que ha tingut un paper important en la invenció de l'art conceptual. La col·lecció de Philippe Méaille va ser prestada a llarg termini entre 2010 i 2017 al MACBA de Barcelona, el que va portar a les dues institucions a col·laborar regularment.
El castell de Montsoreau està classificat com a part de la vall del Loira Patrimoni de la Humanitat per la UNESCO.

## Història

### Castell
Des de fa més de mil anys, el castell de Montsoreau és la porta d'Anjou i ara és l'únic castell del Loira que és un museu d'art contemporani. El primer edifici renaixentista construït històricament per un dels ambaixadors de Carles VII, rei de França. Joan II d'Chambes és el primer dels Senyors del Regne, amb Jacques Cœur per instal·lar el Renaixement italià a França. Va construir el Castell de Montsoreau entre 1443 i 1453, directament al costat del Loira, al llit del riu, com palaus venecians construïts durant el mateix període.

### Col·lecció
El primer préstec a llarg termini de la col·lecció de Philippe Méaille amb el MACBA és el tema d'una exposició retrospectiva Art & Language Incomplet: La col·lecció de Philippe Méaille a l'octubre de 2014. Es va produir un catàleg en estreta col·laboració amb els artistes de art & Language (Michael Baldwin i Mel Ramsden), així com acadèmics com Carles Guerra (Director de la fundació Antoni Tàpies) i Matthew Jesse Jackson (professor al Departament d'Arts Visuals i Història de l'art a la Universitat de Chicago).

#### Galeria

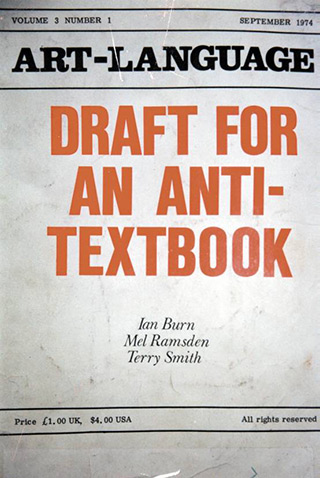
Art & Language: Art & Language: Art-Language, Vol.3 Nr.1, 1974.
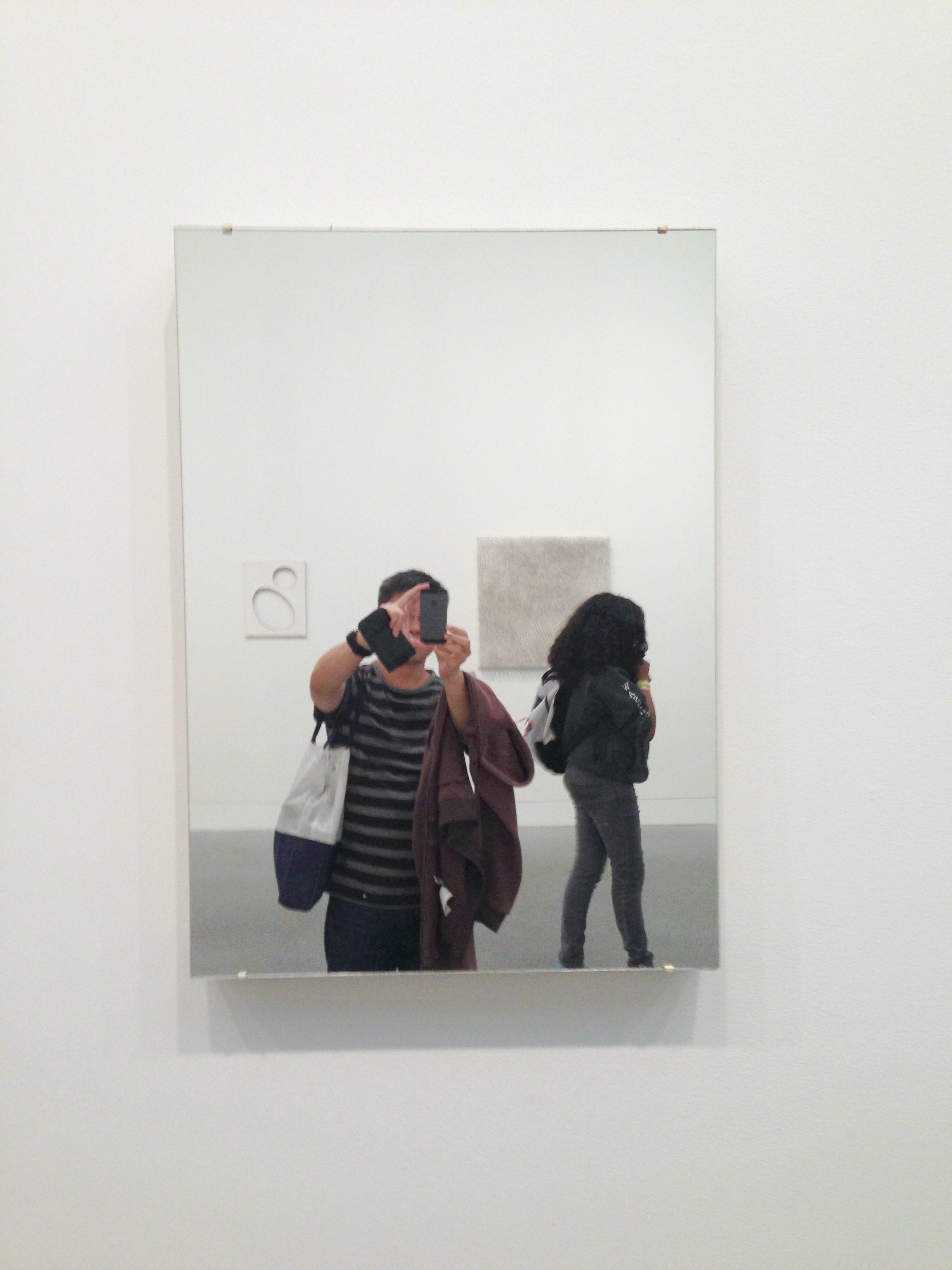
Art & Language: Mirror Piece, 1965.
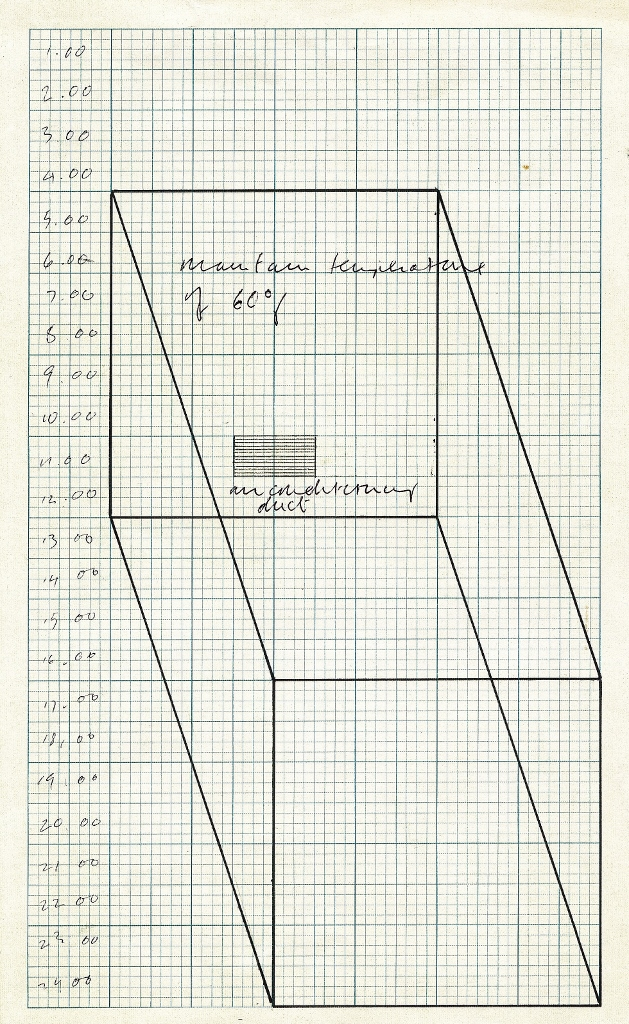
Art & Language (Michael Baldwin): Air-Conditioning Show, 1966-67.
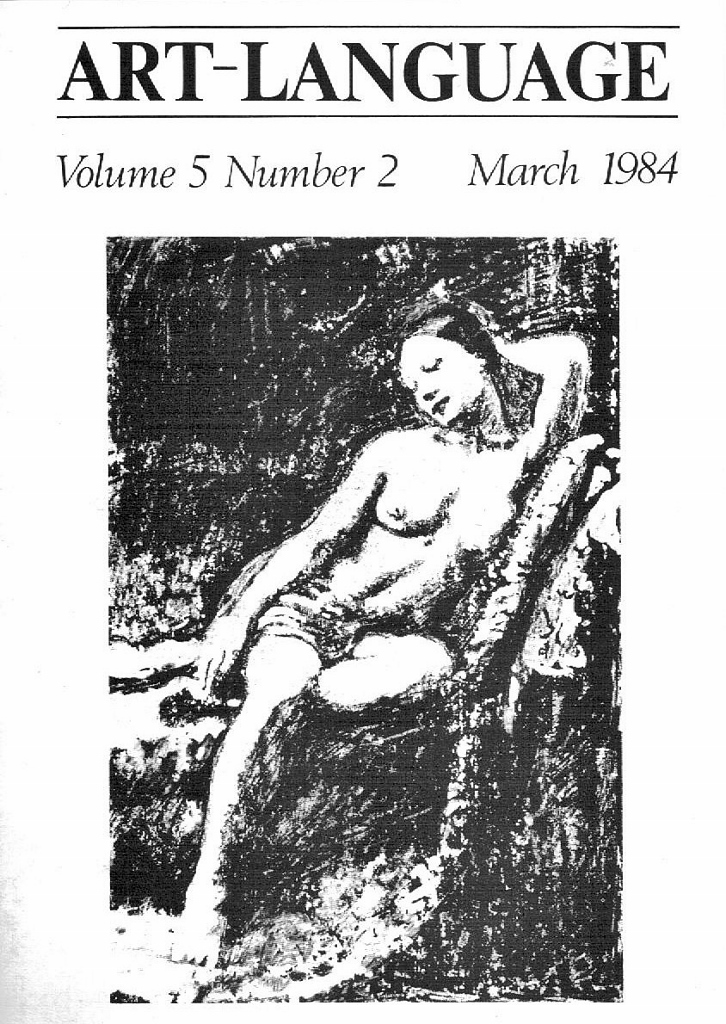
Art & Language: Victorine in Art-Language Vol.5 Nr.2 (1984), 1983.
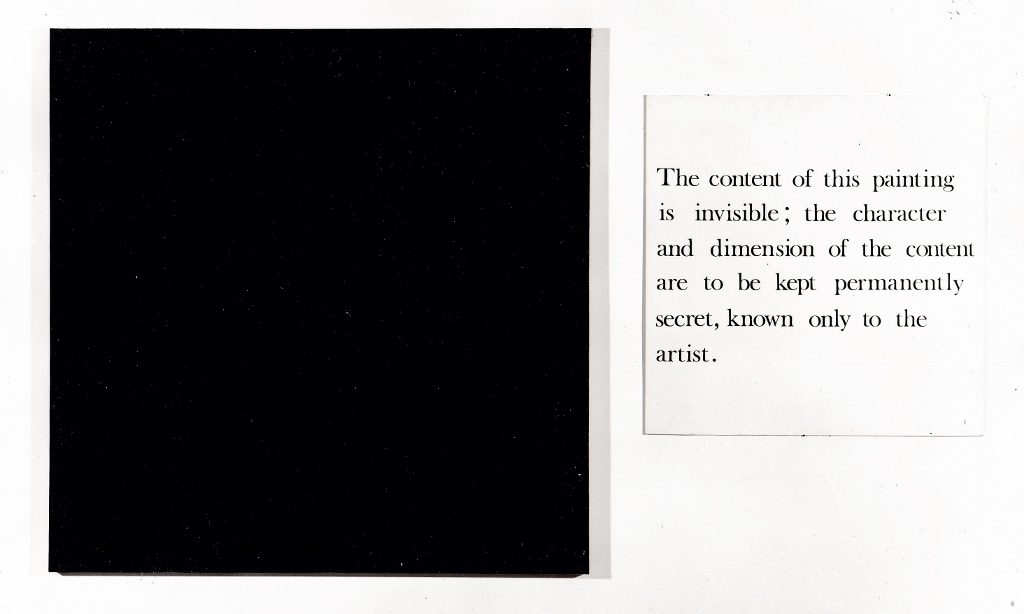
Art & Language (Mel Ramsden), Secret Painting, 1967.
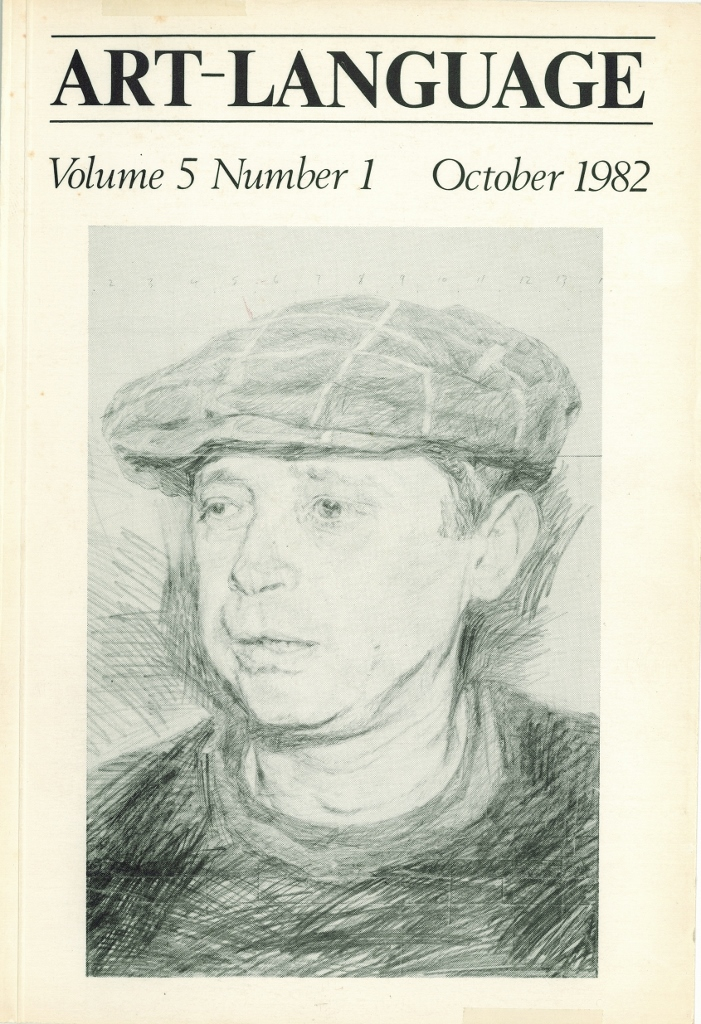
Art & Language: Art-Language Vol.5 Nr.1, 1982.
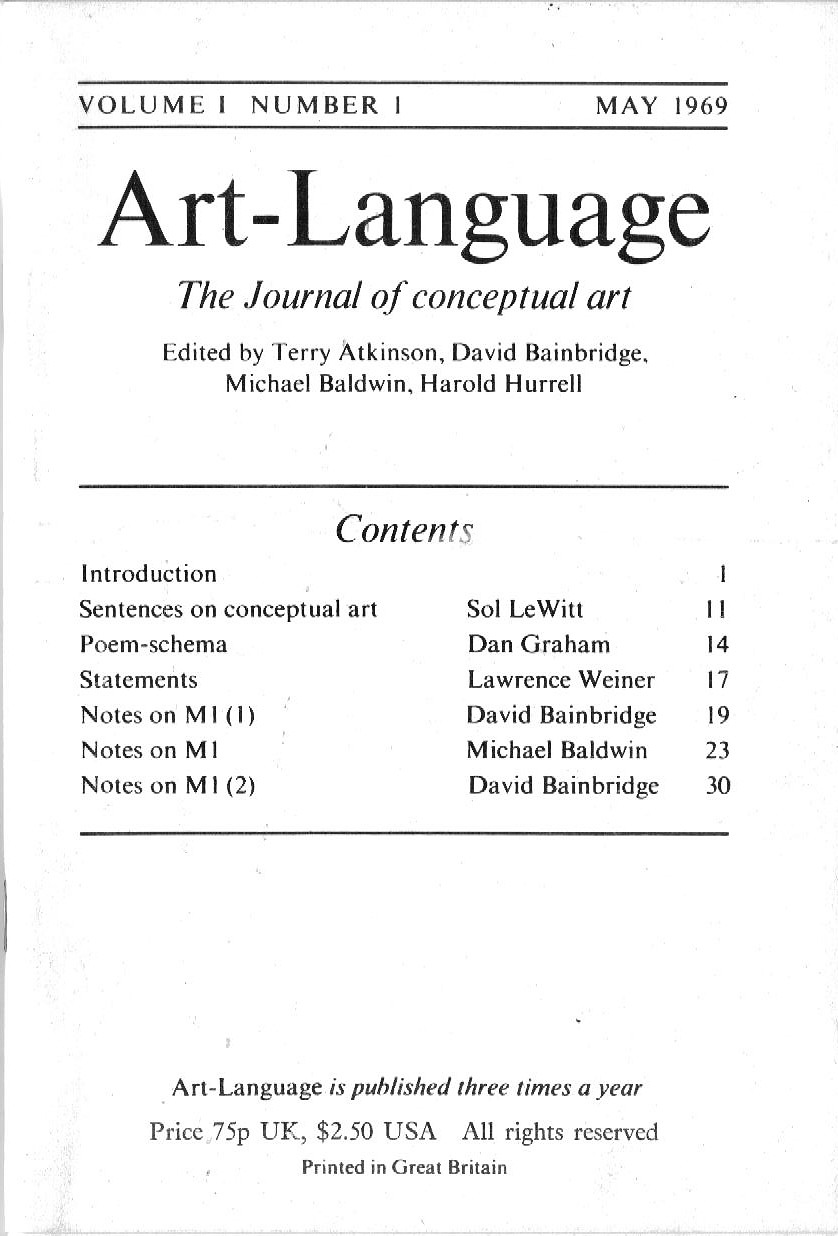
Art & Language: Art-Language The Journal of Conceptual Art, Vol.1 Nr.1, 1969.

### Polèmica
Philippe Méaille, que ha viscut durant 15 anys a Anjou, va treballar en paral·lel amb Christian Gillet, el president del departament de Maine i Loira, per estudiar la possibilitat de crear un museu d'art contemporani a Anjou i instal·lar la seva col·lecció al castell de Montsoreau, una propietat del departament. Després de sis mesos d'estudis de les ofertes alternatives, es va publicar una polèmica per les filtracions de premsa. Frédéric Béatse, llavors cap de la llista de l'esquerra a les eleccions regionals, lamenta que la majoria de la dreta del departament de Maine i Loira estigui «tirant les joies de la família», i que «Això és tant més sorprenent com Jacques Auxiette (llavors president de la Regió País del Loira) havia proposat al Consell de Departament una associació entre l'Abadia de Fontevraud i Montsoreau per fer que aquesta àrea de Saumur sigui encara més atractiva ». Els dos funcionaris electes municipals i departamentals, Gérard Persin i Christian Gillet, reaccionen molt ràpidament a aquestes protestes durant una conferència de premsa, dient Gérard Persin: «És un orgull haver estat elegit per a albergar un centre d'art contemporani de talla internacional». Christian Gillet, per la seva banda, en posar el projecte en la seva ambició internacional i potencial de desenvolupament per al territori: «La idea de Philippe Méaille, coneixedor i amant del lloc, és instal·lar un centre d'art contemporani amb la seva col·lecció, ja mundialment famosa . i reconegut, hem considerat un desafiament interessant », i Méaille per aclarir les seves intencions:« Aquesta associació públic-privada ens va semblar una solució innovadora que s'integrarà en el territori de Saumur en la seva totalitat: Saumur i la seva aglomeració, però també la tanca de l'abadia de Fontevraud ». Christian Gillet, president del departament de Maine i Loira va prendre la seva decisió el divendres 19 de juny de 2015 i li va lliurar les claus del castell de Montsoreau a Philippe Méaille d'acord amb un contracte d'arrendament de 25 anys. Alhora, va realitzar una reflexió sobre l'art contemporani com una prioritat cultural i turística per al desenvolupament de Maine i Loira.

## Col·lecció
La col·lecció Philippe Méaille, que constitueix la col·lecció del museu, està instal·lada en els dos primers pisos del museu. Està compost exclusivament per obres del grup d'artistes Art & Language. En una entrevista amb Dora Imhof, Philippe Méaille declarar sobre aquest tema: «La nostra col·lecció se centra en obres dels artistes pioners Art & Language, que van inventar l'art conceptual en la dècada de 1960. Al qüestionar la pràctica artística del modernisme, van intentar reintegrar l'espectador a La creació del projecte d'art. El seu treball ha estat molt influent en el camp més ampli, i la majoria dels crítics daten del començament del que ara es diu "art contemporani" fins a aquest moment. » La col·lecció de Philippe Méaille es presenta en una multiplicitat tan gran de mitjans (pintures, escultures, dibuixos, manuscrits, mecanografiat, instal·lacions i vídeos) que Carles Guerra dirà:« a més de veure afectat per l'actitud dels artistes, la Col·lecció Philippe Méaille es veu afectada per la perspectiva arqueològica amb la qual es va reunir. » 800 obres de la col·lecció de Philippe Méaille van ser prestades a llarg termini al MACBA entre 2010 i 2017. El 2014, el MACBA dedica una important exposició retrospectiva a Art & Language, sota la direcció de Carles Guerra: Art & Language Incomplet : la col·lecció Philippe Méaille. Un acord amb la Tate Modern de Londres autoritza la projecció d'una pel·lícula coproduïda per aquesta institució i la fundació Bloomberg per ser exhibida dins del Castell de Montsoreau-Museu d'Art Contemporani. Fundada el 1968, Art & Language, que rep el nom del periòdic homònim Art-Language, està formada per britànics, nord-americans i australians. Les seves preguntes corrosives sobre l'estatus de l'artista, l'obra d'art o fins i tot la pròpia institució els fan veure com les figures més radicals en la història de l'art de la segona meitat del segle xx. Aquest col·lectiu, en l'origen del que ara es diu art conceptual, encara està actiu i actualment està representat per Michael Baldwin i Mel Ramsden amb la participació ocasional de Mayo Thompson.

## Política de préstecs
El Castell de Montsoreau-Museu d'Art Contemporani dona suport a un programa actiu de préstecs a altres institucions a nivell local i internacional.
- 2016: Art & Language - Kabakov, El món no objectiu, Art Basel, Suïssa.
- 2016: Art & Language - Kabakov, El món no objectiu, Galeria Sprovieri i Jill Silverman Van Coenegrachs, Londres, Regne Unit.
- 2016: Col·lecció MACBA 31, MACBA, Barcelona, Espanya.
- 2016: Art & Language, Paintings I, 1966 - These Scenes 2016, Galeria Carolina Nitsch, Nova York, EE. UU.
- 2016: Art & Language, Made in Zurich, Galeria Bernard Jordan i Jill Silverman van Coenegrachs, París, Zúric, Berlín.
- 2017-2018: Soulèvements, Jeu de Paume, París, Barcelona, Buenos Aires, Mèxic, Mont-real.
- 2017: La comédie du language, Galeria Contemporània, Chinon, França.
- 2017: Art & Language, Cangur, Fundació Vincent van Gogh, Arles Contemporain, Arle, França.
- 2017: Luther und die avant-garde, Wittemberg, Berlín, Kassel, Alemanya.
- 2017: Art & Language, Homeless Stuff, Galeria Rob Tufnell, Colònia, Alemanya.
- 2017-2018: Art & Language, 10 pòsters: il·lustració per a Art-Language, CCCOD, Tours, França.